# Filip Abucara
Filip Abucara (en llatí Philippus Abucara o Abuvara, en grec Φίλιππος) fou un dels escoliastes grecs de l'Enehiridion del gramàtic grec Hefestió d'Alexandria, potser el compilador dels Escolis d'Hefestió que amb el nom de Filip es troben a la Biblioteca Reial de París.